# Qian Hong
Qian Hong, född 30 januari 1971 i Baoding, är en kinesisk före detta simmare.
Hon blev olympisk guldmedaljör på 100 meter fjärilsim vid sommarspelen 1992 i Barcelona.